# Horní Meziříčko
Horní Meziříčko település Csehországban, a Jindřichův Hradec-i járásban. Horní Meziříčko Jilem, Horní Němčice, Zahrádky, Strmilov és Studená településekkel határos. Lakosainak száma 110 fő (2024. január 1.).

## Népesség
A település lakosságának változását az alábbi diagram mutatja:
| Lakosok száma | 178  | 209  | 210  | 165  | 134  | 110  | 113  | 116  | 106  | 110  |
|               | 1869 | 1890 | 1921 | 1950 | 1980 | 2001 | 2017 | 2019 | 2022 | 2024 |